# Zespół Szkół Technicznych im. Stanisława Staszica w Rybniku
Zespół Szkół Technicznych im. Stanisława Staszica w Rybniku (popularnie zwany Tygiel) – publiczna szkoła średnia w Rybniku przy ulicy Kościuszki, jedna ze szkół technicznych w regionie. Na przestrzeni lat przeszła wiele zmian organizacyjnych i strukturalnych, mieściła placówki oświatowe różnego stopnia. Przez ponad 70 lat działalności szkołę ukończyło ponad 20 tysięcy uczniów.

## Kalendarium
- 5 grudnia 1945 – rozpoczęcie działalności edukacyjnej w tymczasowym budynku przy ul. Zawadzkiego 14, wynajętym od Sióstr Urszulanek. Otwarto dwie klasy: o profilu górniczym i mechaniczno-elektrycznym
- 1950 – przeniesienie siedziby szkoły do nowego trzypiętrowego budynku, przy ulicy Kościuszki 5
- 1961 – uruchomiono punkt konsultacyjny Wydziału dla Pracujących jako filię zaocznego Technikum Górniczego w Katowicach
- 1962 – zakończono budowę hali maszyn
- 1968 – zmniejszono liczbę sal lekcyjnych dla uczniów, w związku z przeznaczeniem części budynku dla filii Politechniki Śląskiej
- 29 stycznia 1973 – szkole nadano imię Bolesława Krupińskiego
- 1981 – pojawiły się dodatkowe klasy: Technikum Zawodowe Przedsiębiorstwa Spedycyjno–ransportowego Przemysłu Węglowego "Transgór" w Rybniku, Policealne Studium Zawodowe oraz Policealne Studium Zawodowe dla Pracujących Ministerstwa Górnictwa i Energetyki
- 1985 – powstało Technikum Energetyczne w ramach współpracy z Elektrownią Rybnik
- Grudzień 1990 – szkoła wzbogaciła się o pierwszy komputer osobisty
- 1992 – powstało Policealne Studium Zawodowe o specjalności technik informatyk
- 1993 – w miejsce Zespołu Szkół Państwowej Agencji Węgla Kamiennego utworzono Zespół Szkół Technicznych
- 2006 – reaktywowano kształcenie w Technikum Górniczym[2].

## Dyrektorzy
- Jan Kropiński (1945–1952)
- Feliks Popek (1952–1974)
- Jan Bujak (1974–1981)
- Mieczysław Ślusarz (1981–1991)
- Lech Wawrzyniak (1991–2001)
- Andrzej Pałach (2001–2006)
- Grażyna Kohut (2006–2018)
- Piotr Tokarz (od 2018)[2]

## Kierunki kształcenia
Kierunki techniczne (cykl 5–letni):
- Technik górnictwa podziemnego
- Technik chłodnictwa i klimatyzacji
- Technik elektryk
- Technik mechanik
- Technik mechatronik
- Technik urządzeń i systemów energetyki odnawialnej
- Technik informatyk
- Technik pojazdów samochodowych
- Technik spedytor
- Technik automatyk

Kierunki branżowe (cykl 3–letni):
- Mechanik – monter maszyn i urządzeń
- Elektromechanik pojazdów samochodowych